# Liste der Baudenkmale in Kublank
In der Liste der Baudenkmale in Kublank sind alle denkmalgeschützten Bauten der Gemeinde Kublank (Mecklenburg-Vorpommern) und ihrer Ortsteile aufgelistet. Grundlage ist die Veröffentlichung der Denkmalliste des Landkreises Mecklenburgische Seenplatte (Auszug) vom 20. Januar 2017.

## Baudenkmale nach Ortsteilen

### Kublank
| ID  | Lage              | Bezeichnung            | Beschreibung | Bild                   |
| --- | ----------------- | ---------------------- | --- | ---------------------- |
| 557 | Dorfstraße 14, 17 | Pfarrpächterhaus mit   | |                        |
| 557 | Dorfstraße 14, 17 | Stallscheune           | |                        |
| 558 | Dorfstraße 42     | Stallscheune           | |                        |
| 559 | (Karte)           | Kirche mit             | Gotische Feldsteinkirche vom 14. Jh., nach Brand 1911 wiederhergestellt, erhalten: Ostseite und westl. Stufenportal, Kriegerdenkmal 1914/18 | Weitere Bilder         |
| 559 |                   | Mauer                  | |                        |
| 559 |                   | Torpfeiler             | |                        |
| 560 | (Karte)           | Kriegerdenkmal 1914/18 | | Kriegerdenkmal 1914/18 |

## Quelle
- Karte der Baudenkmale im Geoportal des Landkreises